# Schwarzenberg am Böhmerwald
Schwarzenberg am Böhmerwald település Ausztriában, Felső-Ausztria tartományban, a Rohrbachi járásban, területe 27 km².

## Fekvése
Tengerszint feletti magassága 756 méter. Schwarzenberg am Böhmerwald Nová Pec, Klaffer am Hochficht, Ulrichsberg, Breitenberg, Neureichenau és Pleckensteiner Wald településekkel határos.

## Népesség
Lakosainak száma 566 fő (2018. január 1.).